# 大草原上的小天使 灌叢嬰猴
《大草原上的小天使 灌叢嬰猴》為日本動畫公司製作的世界名作劇場系列第18部的動畫作品。改編自英國作家威廉·史蒂文生的作品《到河馬王國之旅》(The Bushbabies)。自1992年1月12日播至同年1992年12月20日，全40集。

## 故事
時間舞台是在二十世紀60年代初非洲獨立運動之前的肯亞，而插圖中的山為非洲最高峰乞力馬扎羅山下的安波西里國家公園。住在這片土地上的英國人少女，潔琪，是動物保護官亞瑟的女兒，還有哥哥安德魯一起從小時候就和動物非常的親近。
在那個時候，亞瑟與安德魯，在巡邏隊中發現非法狩獵者殺了灌叢嬰猴的父母而留下來的寶寶，他們就保護牠並把牠帶回家。但是牠卻連一口牛奶都不喝，他們正煩惱該怎麼辦的時候，這時牠遇到了潔琪。潔琪把這隻灌叢嬰猴命名為「墨菲」，然後養育者牠。

## 登場人物與配音員陣容

### 主要登場人物
賈桂琳‧羅斯
配音員：岡本麻彌
主角。1個12歲的女孩子。通稱：潔琪。3歲的時候在非洲的肯亞成長是個好奇心旺盛的少女，非常的喜歡動物。她受到野生動物保護官的父親的影響，使她也有很強的正義感。很擅長騎馬。運動神經出眾，只要1天就能學會騎腳踏車，不過她好幾次都被非法狩獵者給盯上了。在亞瑟撿到灌叢嬰猴的孩子後，開始養育者牠，並在非洲一起旅行者。故事到最後，她們一家人因為肯亞茅茅起義而返回英國。
墨菲
配音員：白鳥由里
被潔琪所餵養的灌叢嬰猴的小寶寶，是亞瑟和安德魯在犀牛所在的地方撿到的。隨著時間慢慢成長的牠，也變成個愛惡作劇的孩子。還有舔了薄荷糖之後就像喝醉酒一樣的睡著了。。
譚布‧穆倫比
配音員：小杉十郎太
甘巴族酋長的兒子，是個勇敢的甘巴族黑人戰士，不會用鐵鎚，但也是個旱鴨子。他在野生動物保護官亞瑟的底下當助手。很會吹口琴。是潔琪的好朋友，在潔琪趕不上船的時候和她一起在非洲的熱帶大草原旅行。

### 潔琪家的人們
安德魯‧羅斯
配音員：金丸淳一
潔琪的哥哥。夢想著與父親一樣成為野生動物保護官的事情，不過也很憧憬成為獸醫的漢娜，開始對這方面有了興趣。養著班這隻有名的變色龍。
亞瑟‧羅斯
配音員：土師孝也
潔琪的爸爸。是個野生動物保護官。 他保護非洲的野生動物，不被非法狩獵者獵殺。獲得了羅斯裝置這個名字。
潘妮‧羅斯
配音員：瀧澤久美子
潔琪的媽媽。不想住在肯亞，期望能回到英國去。非常擅長素描。
荷娃
配音員：松井摩味
在潔琪家工作的女傭，是本地居民。對譚布有好感，由於之後沒有出場，不知道她與譚布進展的關係如何。

### 凱特家相關的人
凱特‧安德爾頓
配音員：松下美由紀
潔琪在學校的朋友，與潔琪的關係非常的好。父親被大象弄受傷後而死。
萊莎‧安德爾頓
配音員：佐藤愛
凱特的媽媽。她與潔琪的媽媽潘妮的關係很好。經營著咖啡農場。舊姓盧瑟福特。
亨利‧盧瑟福特
配音員：島田敏
凱特的媽媽的弟弟，對凱特來說是舅舅。原本是航空公司的工程師。對動物有所興趣。
加努西亞
配音員：澤木郁也
凱特家雇用的黑人叔叔。作為農場的負責人而工作者。

### 比爾一家
米奇‧比爾
配音員：松岡洋子
潔琪在學校的朋友，身材胖嘟嘟的。很喜歡墨菲。有著馬上就說謊的壞習慣，是個愛惡作劇的少年，也是時常會引發糾紛的人。因此他還做過把蛇帶入學校校園的事情，不過他的本性並不壞。
莎莉‧比爾
配音員：頓宮恭子
米奇的妹妹。與潔琪同所學校，比較低年的班級的學校上學，他也有做拿了潔琪手上的奶瓶，讓墨菲喝奶瓶中的牛奶的事情。
湯姆‧比爾
配音員：國府田麻理子
米奇的弟弟。非常喜歡奶瓶，都已經快要4歲了，喝牛奶時還在使用奶瓶來喝。
美雅麗‧比爾
配音員：峰敦子
米奇、莎莉與湯姆的媽媽。與米奇一樣身材胖嘟嘟的母親，教育相當的嚴厲。

### 潔琪在學校的朋友與其相關人物
愛麗絲
配音員：白鳥由里
潔琪在學校的朋友。
桃莉絲‧麥克吉爾
配音員：久川綾
潔琪在學校的朋友。與潔琪的關係非的好，不過由於爸爸工作的關係，只好與父親而返回英國的曼徹斯特。
麥克吉爾
配音員：佐藤正治
桃莉絲的爸爸。肯亞獨立後英國人失去的工作，他只好與桃莉絲一起返回英國的曼徹斯特。
諾爾達姆老師
配音員：川島千代子
潔琪在學校的級任老師。非常的怕蛇。

### 在索羅號上的人
船長
配音員：池田勝
索羅號的船長。有著很討厭動物的這種流言，所以要用他船來走私動物到國外的不法業者根本是很難做到，其實他本人很喜歡動物。
侍者
配音員：高戶靖廣
索羅號上的侍者。是個還保有天真浪漫的少年。在索羅號上他很照顧羅斯一家。

### 與非法狩獵者相關的人們
麥可
配音員：澤木郁也
在肯亞這塊土地上獵殺野生動物保護地區的非法狩獵者，是這裡面的首領。為了要達成自己工作的目的，而不則手段，也就是殺了別人也在所不惜的壞人。潔琪好幾次差點被他給殺了。
約翰‧肯德爾
配音員：田中和實
在肯亞這塊土地上獵殺野生動物保護地區的非法狩獵者，麥可的手下。但是他還有些許的良心在，米奇腳受傷的時候他收手了。
邦達
配音員：笹岡繁藏
肯亞的警察的警長。逮捕犯人的手法非常粗暴，曾經拷問冤枉的譚布，把他當成非法狩獵者的夥伴。
吉登
配音員：增岡弘
奴第的站長。譚布與非法狩獵者作戰的時候受到他的幫助。
達爾
配音員：田中亮一
在奴第附近的警官。

### 其他登場人物
漢娜‧考夫曼
配音員：佐佐木優子
女獸醫師。身上穿的衣服和個性都很像男人，有著比其他人還要強好幾倍的愛護動物的心。她再看過墨菲之後，把奶瓶送給墨菲當禮物。
莫里斯
配音員：掛川裕彥
雜貨店的店長。不過這個店好像也供應著加油站要的油，亞瑟時常在這裡給車子加油。
克蘭克蕭博士
配音員：緒方賢一
在非洲住了30年以上的考古學的博士。為了在各地發掘遺蹟，所以用自己的飛機，在非洲這裡飛來飛去。飛機的名字叫「鵝媽媽號」。
塔馬拉
配音員：置鮎龍太郎
擔任克蘭克蕭博士的助手和看護。
基德
配音員：神奈延年
在克蘭克蕭博士的飛機亮相時出現，好像是潔琪所認識的人，不過他出場的機會很少。
阿萬
配音員：佐藤浩之
野生動物保護官的助手，亞瑟的部下。
丹‧摩爾
配音員：佐藤正治
經營者修理商行。不過修理工的身分是偽裝的，他真正的本行是非法狩獵者。
威爾遜牧師
配音員：安西正弘
教會的牧師先生，總是和善的對來學校的上學的同學道早安。在學校的教室裡在討論桃莉絲要回英國去的時候，他也在場。
羅伯特‧愛爾蘭
配音員：銀河萬丈
亞瑟的老朋友，他在軍隊的階級是少校。也是非洲王室來福部隊的隊長。
唐納德‧柯特雷特
擔任動物保護官的亞瑟所認識的人，有些微的提到譚布的事情。
肯卡利
配音員：坂東尚樹
潔琪在去奈洛比車站之前，出現過的人。
警長
配音員：鄉里大輔
蒙巴薩的警察的警長。擔任起潔琪失蹤後，尋找她的案件。他一直到最後一刻都相信潔琪沒有被譚布綁架。人雖然不壞但是脾氣很倔。
阿特馬尼
配音員：大塚芳忠
馬賽族的男人。在熱帶大草原，潔琪他們被火焰所包圍者的時候，他因害怕而逃進小屋裡。
莎菲娜
配音員：萩森侚子
阿特馬尼的妹妹，13歲。與潔琪年紀相仿的黑人女孩子，不過沒有頭髮。
班寧
配音員：佐藤浩之
為了尋找潔琪而搭直升機來到肯亞軍的大尉。

### 其他登場動物
班
安德魯飼養的變色龍。喜歡吃蒼蠅，不過在奴第恢復野性了。
曼達林
潔琪家所飼養的馬。非常的膽小，連為了眼前的螳螂都害怕的不敢前進。
珊蒂
一隻小大象的名字。
螳螂
在故事中最可憐的角色。讓曼達林非常的吃驚，不過最後成為墨菲的食物。
鴕鳥
譚布所抓到的鴕鳥，由於可能是有人養而迷路的鴕鳥，正在等人從事務所領回，但是過了一個月，仍然沒有人前來事務所領回。而這隻鴕鳥對於事務所有所厭煩，還曾經跑到外面去造成一陣騷動。之後過了一段時間，這隻鴕鳥才被領走。

## 主題歌、插入歌
- 片頭曲1『APOLLO』(第1話~第22話)
  - 作詞：谷村新司、歌：澤靖英、作曲：谷村新司、編曲：佐孝康夫
- 片尾曲『幻化成鳥』(第1話~第40話)
  - 作詞：谷村新司、歌：岡本麻彌、作曲：谷村新司、編曲：佐孝康夫
- 片頭曲2『以微笑為序章』(第23話~第40話)
  - 作詞：及川眠子、歌：山野智子、作曲：岸正之、編曲：信田一男
- 插入歌1『永遠的樂園』
  - 作詞：及川眠子、歌：澤靖英、作曲：岸正之、編曲：龜山耕一郎
- 插入歌2『回憶』
  - 作詞：及川眠子、歌：岡本麻彌、作曲：岸正之、編曲：龜山耕一郎
- 插入歌3『Wish You』
  - 作詞：及川眠子、歌：山野智子、作曲：岸正之、編曲：龜山耕一郎
- 插入歌4『大草原上的小天使』
  - 作詞：渡邊夏美、歌：山野智子、作曲：林哲司、編曲：赤坂東兒
- 插入歌5『晚安！墨菲』
  - 作詞：及川眠子、歌：岡本麻彌、作曲：宮川彬良、編曲：宮川彬良
- 插入歌6『直到荒野的盡頭』
  - 作詞：及川眠子、歌：澤靖英、作曲：岸正之、編曲：龜山耕一郎
- 插入歌7『再見的故事』
  - 作詞：及川眠子、歌：山野智子、作曲：宮川彬良、編曲：宮川彬良

## 標題播映表
| 話數 | 副標題                   | 播映日         | 腳本   | 分鏡               | 演出               | 作畫監督 |
| ---- | ------------------------ | -------------- | ------ | ------------------ | ------------------ | -------- |
| 1    | 在草原上撿到的小寶寶     | 1992年1月12日  | 宮崎晃 | 鈴木孝義           | 鈴木孝義           | 加藤裕美 |
| 2    | 不要死啊！墨菲           | 1992年1月19日  | 宮崎晃 | 中西伸彰、鈴木孝義 | 中西伸彰、鈴木孝義 | 佐藤好春 |
| 3    | 羅斯裝置                 | 1992年1月26日  | 宮崎晃 | 則座誠             | 鈴木孝義           | 田中穣   |
| 4    | 尋找奶瓶                 | 1992年2月2日   | 宮崎晃 | 加賀剛             | 加賀剛             | 細井信宏 |
| 5    | 受傷的大象               | 1992年2月9日   | 宮崎晃 | 鈴木孝義           | 鈴木孝義           | 加藤裕美 |
| 6    | 墨菲生病了               | 1992年2月16日  | 宮崎晃 | 楠葉宏三           | 加賀剛、鈴木孝義   | 伊藤廣治 |
| 7    | 女獸醫漢娜               | 1992年2月23日  | 宮崎晃 | 則座誠             | 則座誠             | 田中穣   |
| 8    | 博士的飛機               | 1992年3月1日   | 宮崎晃 | 加賀剛             | 加賀剛             | 細井信宏 |
| 9    | 半夜的散步               | 1992年3月8日   | 宮崎晃 | 鈴木孝義           | 鈴木孝義           | 加藤裕美 |
| 10   | 修理工丹‧摩爾            | 1992年3月15日  | 宮崎晃 | 楠葉宏三           | 加賀剛             | 伊藤廣治 |
| 11   | 偵探團成軍！             | 1992年3月22日  | 宮崎晃 | 則座誠             | 則座誠             | 田中穣   |
| 12   | 薄荷糖與非法狩獵者       | 1992年4月19日  | 宮崎晃 | 中西伸彰           | 中西伸彰           | 細井信宏 |
| 13   | 偵探團附加1              | 1992年4月26日  | 宮崎晃 | 鈴木孝義           | 鈴木孝義           | 加藤裕美 |
| 14   | 猩猩的襲擊               | 1992年5月3日   | 宮崎晃 | 加賀剛             | 加賀剛             | 伊藤廣治 |
| 15   | 不可思議的巴歐巴樹       | 1992年5月10日  | 宮崎晃 | 楠葉宏三、則座誠   | 則座誠             | 田中穣   |
| 16   | 秘密的洞穴               | 1992年5月17日  | 宮崎晃 | 楠葉宏三、中西伸彰 | 中西伸彰           | 細井信宏 |
| 17   | 非法狩獵團出現了         | 1992年5月24日  | 宮崎晃 | 鈴木孝義           | 鈴木孝義           | 加藤裕美 |
| 18   | 背心的騷動               | 1992年5月31日  | 宮崎晃 | 加賀剛             | 加賀剛             | 伊藤廣治 |
| 19   | 命運的開始               | 1992年6月7日   | 宮崎晃 | 楠葉宏三           | 則座誠             | 田中穣   |
| 20   | 霧裡的吉力馬扎羅山       | 1992年6月14日  | 宮崎晃 | 齊藤博             | 中西伸晃           | 細井信宏 |
| 21   | 再見了！凱特             | 1992年6月21日  | 宮崎晃 | 鈴木孝義           | 加賀剛             | 加藤裕美 |
| 22   | 通行證不見了             | 1992年6月28日  | 宮崎晃 | 楠葉宏三、中西伸晃 | 中西伸晃           | 伊藤廣治 |
| 23   | 碼頭的大事件             | 1992年7月12日  | 宮崎晃 | 齊藤博             | 加賀剛             | 鷲田敏彌 |
| 24   | 在非洲孤獨一人           | 1992年8月2日   | 宮崎晃 | 則座誠             | 則座誠             | 田中穣   |
| 25   | 譚布的拘捕令！？         | 1992年8月16日  | 宮崎晃 | 鈴木孝義           | 鈴木孝義           | 細井信宏 |
| 26   | 墨菲的災難               | 1992年8月23日  | 宮崎晃 | 齊藤博             | 中西伸彰           | 加藤裕美 |
| 27   | 跟蹤的人與被跟蹤的人     | 1992年8月30日  | 宮崎晃 | 加賀剛             | 加賀剛             | 鷲田敏彌 |
| 28   | 熱帶雨林的大象們         | 1992年9月6日   | 宮崎晃 | 則座誠             | 則座誠             | 田中穣   |
| 29   | 恢復野性了！！           | 1992年9月13日  | 宮崎晃 | 鈴木孝義           | 鈴木孝義           | 細井信宏 |
| 30   | 熱帶大草原的法令         | 1992年9月20日  | 宮崎晃 | 齊藤博             | 中西伸彰           | 加藤裕美 |
| 31   | 毒箭與口琴               | 1992年9月27日  | 宮崎晃 | 加賀剛             | 加賀剛             | 鷲田敏彌 |
| 32   | 溫柔的戰士‧譚布          | 1992年10月25日 | 宮崎晃 | 則座誠             | 則座誠             | 田中穣   |
| 33   | 往火焰的反方向，快跑啊！ | 1992年11月1日  | 宮崎晃 | 齊藤博             | 中西伸彰           | 伊藤廣治 |
| 34   | 馬賽族的小屋             | 1992年11月8日  | 宮崎晃 | 鈴木孝義           | 鈴木孝義           | 細井信宏 |
| 35   | 潔琪病倒了！！           | 1992年11月15日 | 宮崎晃 | 加賀剛             | 加賀剛             | 加藤裕美 |
| 36   | 花豹與兩個戰士           | 1992年11月22日 | 宮崎晃 | 則座誠             | 則座誠             | 田中穣   |
| 37   | 雨日中的回憶             | 1992年11月29日 | 宮崎晃 | 齊藤博             | 中西伸彰           | 鷲田敏彌 |
| 38   | 被沖走的列車！？         | 1992年12月6日  | 宮崎晃 | 加藤剛             | 加賀剛             | 伊藤廣治 |
| 39   | 跑過去墨菲               | 1992年12月13日 | 宮崎晃 | 中西伸彰           | 中西伸彰           | 細井信宏 |
| 40   | 墨菲的再見               | 1992年12月20日 | 宮崎晃 | 鈴木孝義           | 鈴木孝義           | 加藤裕美 |

## 外部連結
- 互联网电影数据库（IMDb）上《大草原上的小天使 灌叢嬰猴》的资料（英文）